# Чарлі Папазян
Чарлі Папазян (англ. Charlie Papazian) — американський ядерний інженер, автор декількох книг про домашнє пивоваріння, засновник Великого американського пивного фестивалю та Асоціації пивоварів.

## Асоціації пивоваріння
У 1979 Папазян заснував Асоціацію пивоварів (англ. Association of Brewers), і залишався президентом цієї організації до 2005 року коли вона об'єдналася з Асоціацією пивоварів Америки (англ. Brewers Association of America). Після об'єднання назва була змінена на англ. Brewers Association, а Папазян був назначений президентом. У 1978 році Папазяном також була заснована англ. American Homebrewers Association, яка зараз також входить до складу об'єднаної організації.

## Книжки автора
- Joy of Brewing, Copyright 1976, Log Boom Brewing, Boulder Colorado
- The Complete Joy of Homebrewing (4th Edition), ISBN 0-06-221575-2
- The Homebrewer's Companion, ISBN 0-06-058473-4
- Brewing Mead: Wassail! In Mazers of Mead (co-authored with Robert Gayre), ISBN 0-937381-00-4
- Home Brewer's Gold: Prize-Winning Recipes from the 1996 World Beer Cup Competition (compiled by Charlie Papazian, currently out-of-print), ISBN 0-380-79192-7
- Zymurgy For The Homebrewer And Beer Lover: Best Articles and Advice From America's #1 Homebrewing Magazine (edited by Charlie Papazian, currently out-of-print), ISBN 0-380-79399-7
- Microbrewed Adventures: A Lupulin Filled Journey to the Heart and Flavor of the World's Greatest Craft Beers, ISBN 0-06-075814-7

### The Complete Joy of Homebrewing
У 1984 році Папазян написав свою першу книгу на тему домашнього пивоваріння Повне задоволення від домашнього пивоваріння (англ. The Complete Joy of Homebrewing). Станом на серпень 2005 року книга була перевидана 25 разів у трьох виданнях і розійшлася тиражем понад 900 тисяч екземплярів. Четверте видання книги вийшло у вересні 2014 року. Повне задоволення від домашнього пивоваріння стала першою американською книгою з домашнього пивоваріння, тому отримала культовий статус серед пивоварів-аматорів Америки, які називали її «Біблією домашнього пивовара».